# Västra klackarna
Västra klackarna är en ö i Finland.   Den ligger i kommunen Lovisa i den ekonomiska regionen  Lovisa  och landskapet Nyland, i den södra delen av landet, 90 km öster om huvudstaden Helsingfors.
Då Västra klackarna ligger precis intill farleden till Kotka är de försedda med ett fast sjömärke. Sjömärket heter ”Ljusaklack E” eftersom den kompletterar fyren på Ljusaklacken.